# Pakistán en los Juegos Olímpicos de Tokio 2020
Pakistán estuvo representado en los Juegos Olímpicos de Tokio 2020 por diez deportistas, siete hombres y tres mujeres, que compitieron en seis deportes.
Los portadores de la bandera en la ceremonia de apertura fueron el tirador Muhamad Jalil Ajtar y la jugadora de bádminton Mahur Shahzad. El equipo olímpico pakistaní no obtuvo ninguna medalla en estos Juegos.